# Дадиани, Егор Леонтьевич
Князь Егор Леонтьевич Дадиани (варианты имени: Георгий, Юрий, варианты отчества: Леванович; 1683 — 12 июня 1765, Москва) — грузинский князь, генерал-майор артиллерии в армии Петра I. Родоначальник российской ветви князей Дадиановых.

## Биография
Сын Левана IV Дадиани, владетеля Мегрелии из первой династии, и имеретинской царевны Тинатин, дочери Баграта IV. С 1700 года жил в Москве. Исполнял обязанности переводчика при сношениях московских грузин с петербургским двором; через него же велась переписка с Грузией.
Среди близких князю Дадиани людей были троюродные братья его жены — царевичи Бакар, Вахушти и Георгий, сыновья знаменитого «ученого царя» Вахтанга VI, племянника Арчила (прославленного грузинского царя-поэта). Их часто называют «просвещеннейшими» — каждый из них многое сделал не только для грузинской, но и для русской культуры. Бакар занимался книгопечатанием, Вахушти (в настоящее время его имя носит институт географии в Грузии) известен своими научными трудами, издававшимися не только в России, но и во Франции. 
В семье Егора Леонтьевича Дадиани получил домашнее образование известный архитектор Пётр Егорович Егоров, в 1755 году с рекомендацией князя приехавший в Петербург: учиться «архитектурной науке».
Егор Дадиани покровительствовал просвещению: пожертвовал Московскому университету 10 000 рублей. 
Е. Л. Дадиани являлся владельцем усадьбы Красное «Пахово тож» в Подольском уезде Московской губернии.

## Семья

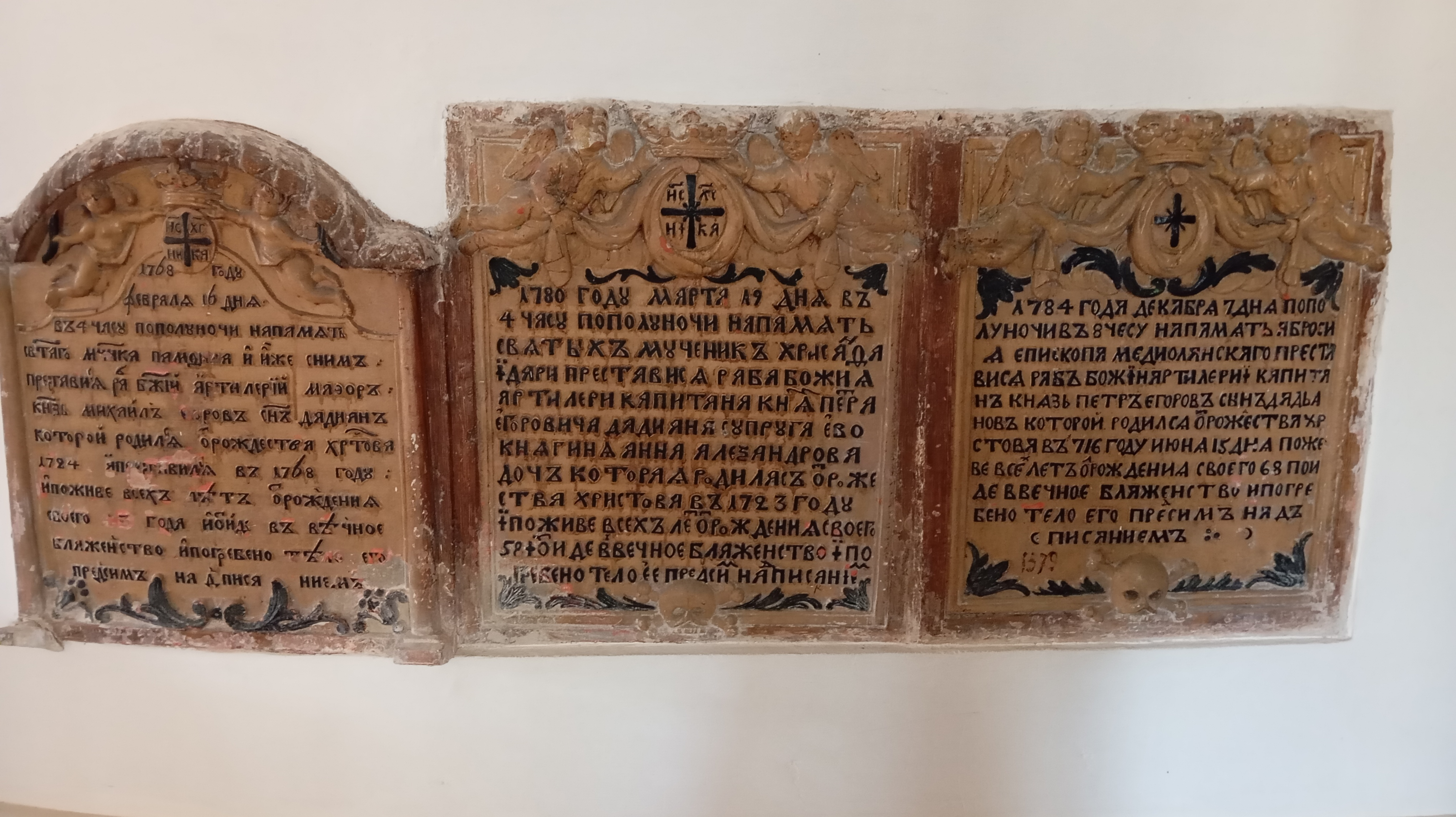
Могилы Михаила Егоровича и Петра Егоровича Дадиани. Между ними захоронена супруга Петра Дадиани, Анна. Донской монастырь, крипта под алтарём Большого Собора.

Был женат на царевне Софье Александровне Имеретинской (18 сентября 1691 — 4 января 1747, Москва); дочери царевича Александра Арчиловича и княжны Гликерии Ильиничны (Элизбаровны) Давыдовой (Давитишвили-Багратиони). За ней по указу Петра I после смерти отца в 1713 году были записаны вотчины, пожалованные царевичу из нижегородских дворцовых волостей. После кончины княгини (в 1748 году) её имения Московском и Нижегородском уездах наследовал Егор Леонтьевич.
Дети:
- князь Николай Егорович (ок. 15 ноября 1712 — 20 марта 1752, Москва), подполковник, первый муж княжны Дарьи Васильевны Голицыной (1709—1762), троюродной сестры императрицы Елизаветы Петровны
- князь Пётр Егорович (15 июня 1716 — 14 декабря 1784[4], Москва), артиллерии капитан, женат на княжне Анне Александровне Багратион (1723—19.03.1780[5])
- князь Михаил Егорович (1724 — 16 февраля 1768, Москва), артиллерии майор
- княжна Елизавета Егоровна, девица. Владела землями в селе Красный Яр Казанской губернии.

Супруги Дадиановы и их сыновья похоронены в родовой усыпальнице грузинских царевичей и князей — Сретенской церкви Большого собора Донского монастыря.
Внуки:

В браке среднего сына Петра с Анной Александровной Багратион родилось 5 детей, сын и четыре дочери.

Князь Егор (Георгий) Александрович, правнук Е. Л. Дадиани. 1813.
(Художник Кипренский О. А.)

- Александр (1753 — 26 января 1811), отставной артиллерии капитан. Определением Московского дворянского собрания 29 мая 1789 года внесён в IV часть родословной книги этой губернии. Женат на княжне Анне Левановне Грузинской (1753 — 4 февраля 1812), внучке царевича Бакара Вахтанговича, в браке с которой родилось 9 детей (среди них Егор Дадиани (1785—1861), владелец усадьбы «Боблово»)[7]. Жил в Москве в собственном доме вместе с сыновьями и внуками. В 1796 году был предводителем дворянства Подольского уезда Московской губернии, где являлся владельцем усадьбы Красное. Незадолго до войны 1812 года продал её графу Н. И. Салтыкову[3]. Похоронен с женой в родовой усыпальнице[1]
- Екатерина (21 ноября 1743—1769), девица. Похоронена в родовой усыпальнице
- Анна (1746—1803), замужем за дворянином Александром Николаевичем Васильчиковым (? — 14 апреля 1791)
- Ольга (7 мая 1750 — 17 мая 1821) — замужем за статским советником Александром Андреевичем Щербининым (6 марта 1747 — 4 февраля 1816); погребены в Александро-Невской лавре
- Елизавета (7 мая 1750 — 5 января 1814), девица. Похоронена в родовой усыпальнице.